# فترة كيو تي

رسم توضيحي لنظم جيبي طبيعي لدى قلب إنساني كما يظهر في مخطط كهربية القلب (موسومة باللغة العربية)

فترة كيو تي (بالإنجليزية:  QT interval)‏، في طب القلب، هي فترة الزمن ما بين بداية موجة Q ونهاية موجة T في مخطط كهربية القلب. بشكل عام، تمثل فترة كيو تي زمن إزالة الاستقطاب وعودة الاستقطاب الكهربائي في كلا البطينين الأيمن والأيسر. فترة QT مطولة هي وصمة بيولوجية لاضطرابات نظمية تسرعية بطينية مثل تورساد دي بوانت وتشكل عامل اختطار للموت المفاجئ.

## فترة كيو تي مصححة
تتعلق مدة فترة كيو تي بشكل مباشر بسرعة القلب، كلما ارتفعت سرعة القلب قصرت مدة فترة كيو تي. من هنا نبعت الحاجة لتصحيح قيمة فترة QT حسب سرعة القلب لتشخيض دقيق للمرضى ذوي اختطار مرتفع للإصابة باضطرابات نظمية بطينية.

مخططات القلب الكهربية العصرية المحوسبة تقوم بتصحيح قيم فترة QT، ولكن هذا التصحيح لا يساعد دائمًا في تشخيص مرضي ذوي اختطار مرتفع للإصابة باضطرابات نظمية. هناك عدة معادلات لتصحيح فترة QT.
التصحيح الأكثر انتشارًا سريريًا هو باستخدام معادلة بازيت، والتي سميّت نسبة لباحث علم وظائف الأعضاء بازت الذي وضع معادلة لتصحيح فترة كيو تي حسب سرعة القلب.
معادلة بازيت هي:
{\displaystyle QTcB={QT \over {\sqrt {RR}}}}
حيث QTcB هي فترة كيو تي المصحّحة حسب سرعة القلب في طريقة بازيت، و RR هي الفترة بين بداية مركّب QRS وبداية مركّب QRS الذي يليه، تُقاس بالثواني، عادة ما تُشتقّ من سرعة القلب كحاصل قسمة 60 على سرعة القلب (هنا كيو تي تُقاس بالميليثواني). مع ذلك، هذه الصيغة غير الخطية، والتي تم الحصول عليها من بيانات 39 شابًا فقط، هي ليست دقيقة، وتصحّح أكثر من المطلوب في سرعات القلب المرتفعة وتصحّح أقل من المطلوب في سرعات القلب المنخفضة.

## قياس

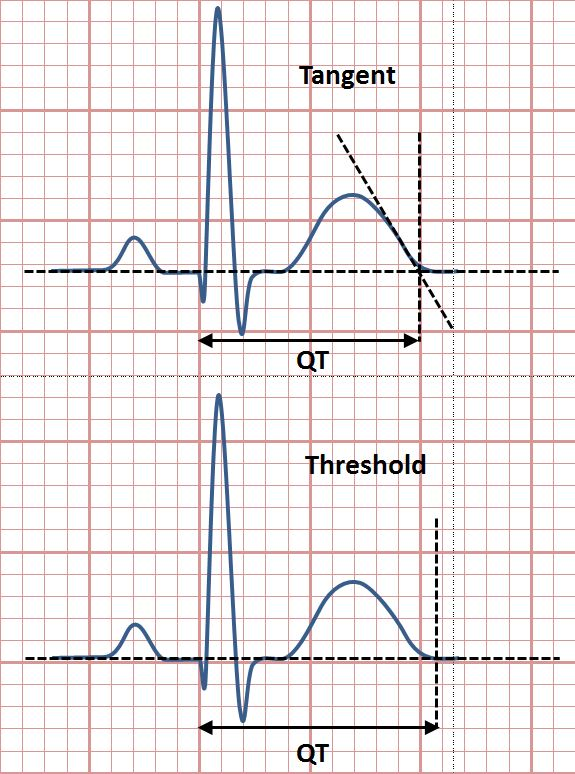
رسم يوضح طرق قياس الفاصل الزمني QT

عادة ما تُقاس فترة كيو تي في اتّجاه II لتقييم سلسلة من مخططات كهربية القلب، ويمكن استعمال الاتجاهين I و V5 كبديل قابل للمقارنة. عادة ما يتم تجنّب الاتجاهات II، و aVL، و V1 لقياس فترة كيو تي. القياس الدقيق لفترة كيو تي هو غير موضوعي لأن نهاية موجة T ليست دائمًا واضحة المعالم، وعادة ما تندمج تدريجيًا مع خط الأساس.

## فترات كيو تي غير سوية
تسبب فترة كيو تي مصححة طويلة جهود فعل باكرة خلال المراحل المتأخرة من إزالة الاستقطاب. يزيد هذه من خطر تطوّر اللانظميات البطينية أو الرجفان البطيني القاتل. يتم رؤية فترات كيو تي مصححة طويلة بوتيرة أكبر عند النساء، المرضى كبار السن، ضغط الدم الانقباضي المرتفع أو سرعة القلب المرتفعة، وقصار القامة. ترتبط فترات كيو تي مصحّحة طويلة بصورة معيّنة في مخطط كهربية القلب تدعى تورساد دي بوانت، المعروفة بتحوّلها إلى الرجفان البطيني، الذي يرتيط مع معدّل وفيّات مرتفع. هناك أسباب كثيرة لاستطالة فترة كيو تي، حيث أن الأسباب المُكتسبة هي أكثر شيوعًا من الأسباب الوراثية.

### أسباب وراثية
فترة كيو تي طويلة بشكل غير طبيعي قد تكون بسبب متلازمة كيو تي الطويلة، في حين أن فترة كيو تي قصيرة بشكل غير طبيعي قد تكون بسبب متلازمة كيو تي القصيرة.
يرتبط طول فترة كيو تي المصححة باختلافات في الجين NOS1AP. تتميّز متلازمة جارفل ولانجي-نيلسن، الجسمية المتنحية، باستطالة فترة كيو تي المصححة جنبًا إلى جنب مع فقدان السمع الحسي العصبي.

### بسبب تفاعلات دوائية ضائرة
قد تعود إطالة فترة كيو تي إلى تفاعلات دوائية ضائرة. تستطيع العديد من الأدوية مثل هالوبيريدول، وزيبراسيدون، وفيمورافينيب، وميثادون، وسرتيندول إطالة فترة كيو تي. بعض الأدوية المضادة لاضطرابات النظم، مثل الأميودارون أو السوتالول تعمل عن طريق إطالة فترة كيو تي. وكذلك، بعض مضادات الهستامين من الجيل الثاني، مثل الأستيميزول، لها هذا التأثير. إضافة إلى ذلك، تركيزات عالية من الكحول تطيل فترة كيو تي. هناك أيضًا تفاعل ممكن بين مثبطات إعادة امتصاص السيروتونين الانتقائية ومدرات البول الثيازيدية مع إطالة فترة كيو تي. ويشتبه أنه المضادات الحيوية من فئة الماكروليد تطيل فترة كيو تي، بعد أن اكتشف مؤخرًا أن أزيثروميسين كان مرتبطًا مع زيادة الموت من أسباب تخص القلب والأوعية الدموية.

## وصلات خارجية
- Cardiac safety section in the Biopharmaceutical network